# Rich Beem
Richard Michael Beem dit Rich Beem, né le 24 août 1970 à Phoenix en Arizona (États-Unis), est un golfeur américain. Professionnel depuis 1994, il rejoint le circuit américain de la PGA en 1999, il y remporte son premier titre professionnel l'Open Kemper. Trois ans plus tard, il remporte le plus prestigieux titre de sa carrière en s'imposant en 2002 au championnat de la PGA, un des quatre tournois majeurs, avec un coup d'avance sur Tiger Woods. Il remporte cette même année 2002 The International, seul tournoi de l'époque à se disputer sous le format Stableford.

## Palmarès

### Victoires professionnelles (3)
| Année    | Tournoi                 | Tournoi                     |
| 1999 (1) | Open Kemper (PGA)       |                             |
| 2003 (2) | The International (PGA) | Championnat de la PGA (PGA) |

Le fond gris montre les victoires dans les tournois majeurs.

### Parcours en tournois majeurs
| Tournoi               | 1999 | 2000 | 2001 | 2002 | 2003 | 2004 | 2005 | 2006 | 2007 | 2008 | 2009 |
| --------------------- | ---- | ---- | ---- | ---- | ---- | ---- | ---- | ---- | ---- | ---- | ---- |
| Masters               | DNP  | DNP  | DNP  | DNP  | T15  | CUT  | CUT  | T42  | 54   | DNP  | DNP  |
| Open américain        | DNP  | DNP  | CUT  | DNP  | CUT  | CUT  | CUT  | CUT  | CUT  | T78  | DNP  |
| Open britannique      | CUT  | DNP  | DNP  | DNP  | T43  | T71  | CUT  | CUT  | T20  | WD   | DNP  |
| Championnat de la PGA | T70  | DNP  | DNP  | 1    | CUT  | CUT  | CUT  | T49  | CUT  | CUT  | T43  |

| Tournoi               | 2010 | 2011 | 2012 | 2013 | 2014 | 2015 | 2016 | 2017 |
| --------------------- | ---- | ---- | ---- | ---- | ---- | ---- | ---- | ---- |
| Masters               | DNP  | DNP  | DNP  | DNP  | DNP  | DNP  | DNP  | DNP  |
| Open américain        | DNP  | DNP  | DNP  | DNP  | DNP  | DNP  | DNP  | DNP  |
| Open britannique      | DNP  | DNP  | DNP  | DNP  | DNP  | DNP  | DNP  | DNP  |
| Championnat de la PGA | DNP  | CUT  | T36  | CUT  | CUT  | CUT  | T73  | CUT  |

DNP = N'a pas participé

CUT = A raté le Cut

"T" = Égalité

Le fond vert montre les victoires et le fond jaune un top 10.